# ژنویو فوکونیه
ژنویو فوکونیه (به فرانسوی: Geneviève Fauconnier) نویسنده قرن نوزدهم میلادی اهل فرانسه است.